# Willi Dansgaard
Willi Dansgaard (født 30. august 1922, død 8. januar 2011) var en dansk paleoklimatolog. Han var professor i geofysik på Københavns Universitet og medlem af Det Kongelige Danske Videnskabernes Selskab, the Kungliga Vetenskapsakademien (Royal Swedish Academy of Sciences), Det Islandske Videnskabelige selskab og Det Danske Geofysiske selskab.

## Baggrund
Han var den første forsker, som kiggede på forholdet mellem O-18 og O-16 i nedbør. Ud fra dette kunne han beregne temperaturen, da nedbøren faldt. Dette er efterfølgende baggrunden for alle iskerneboringer til undersøgelse af klimaet tilbage i tiden.

## Priser
- Hans Egede Medaillen, 1971
- Tyler Prize for Environmental Achievement, 1996
- Royal Swedish Academy of Sciences Crafoord Prisen, 1995
- International Glaciological Society's Seligman Crystal
- Swedish Society for Anthropology and Geography's Vega medal